# FIFA 10
FIFA 10 es la decimoséptima entrega de la famosa saga de videojuegos FIFA de EA Sports. La línea de juegos EA Sports ha informado que es el mejor FIFA de todos, con más de 50 mejoras en modo mánager, jugabilidad, gráficos, física de movimiento, formas de juego, inteligencia artificial IA, gráficos totalmente renovados para esta entrega.

## Demo
El demo jugable está disponible para descargar en PS3 PlayStation Network y Xbox Live desde 10 de septiembre de 2009 en Europa y lo estuvo el 17 de septiembre en EE. UU. y Latinoamérica.
La demo tiene 6 equipos con sus correspondientes traspasos en la actualidad, los equipos presentes en la demo son: el Barcelona, el Chelsea, la Juventus, Chicago Fire, el Bayer Múnich, y el Olympique de Marsella.
En esta demostración se puede jugar en el modo Arena con Frank Lampard, y también se puede jugar breves partidos de 3 minutos por lado, por lo que se puede apreciar los cambios, como la dirección en 360 grados y las nuevas animaciones incluidas en el juego.

## Arena de práctica
En este modo de práctica podrás ensayar tus formaciones y tiros como normalmente lo hacías en otras versiones, y tendrás la posibilidad de “grabar” tus jugadas de pizarrón para aplicarlas en tus encuentros regulares. Esto es grandioso, tomando en cuenta que a lo largo de los años la táctica a balón parado se ha vuelto de gran relevancia tanto en el fútbol real como a la hora de los encuentros en línea donde la mayoría de las veces estos son tan cerrados y peleados que una jugada de táctica fija puede decidir el marcador final.

## Ligas
Primera A

### Ligas
Para esta edición, las ligas son las mismas que aparecieron en FIFA 09
| - 1. Bundesliga - 2. Bundesliga - Primera División de Australia - Primera División de Austria1 - Primera División de Bélgica - Primera División de Brasil2 - K-League - Primera División de Dinamarca - Premier League De Escocia - Liga BBVA - Liga Adelante - Major League Soccer - Ligue 1 - Ligue 2 - Eredivisie | - Premier League - Football League Championship - Football League One - Football League Two - Liga De Irlanda - Serie A3 - Serie B4 - Primera División de México5 - Tippeligaen - Ekstraklasa - Primera División de Portugal - Gambrinus liga - Allsvenskan6 - Primera División de Suiza - Superliga de Turquía |

Nota: A pesar de que en la PS2, Wii y PSP aparece la Liga Premier de Rusia, esta no entra en el torneo CEC y copa EFA de Europa.
1: En la T-Mobile Bundesliga, el Sturm Graz solo aparece sin escudo real, pero si con la camiseta oficial.
2: En la Serie A brasileña, los siguientes clubes no están licenciados: Avaí FC, Grêmio de Barueri, Corinthians, Fluminense, Goiás, Grêmio de Porto Alegre, Internacional, Náutico, Santo André, Santos FC, Sport Recife y el Vitória.
3: En la Serie A italiana, estos clubes no están licenciados: SSC Nápoli, Palermo y Cágliari.
4: En la Serie B italiana estos clubes no están licenciados: Ancona, Cittadella, Gallipoli, Padova, Salernitana y el Torino FC.
5: En la Primera División de México el equipo de Querétaro F.C. aparece sin la camiseta oficial.
6: En la Allsvenskan estos clubes no están licenciados: AIK Fotboll, IFK Göteborg y el Hammarby IF.

### Resto Del Mundo
Para esta edición, se pierden todos los clubes de Brasil, el St. Gallen de Suiza, y el Zaglebie Lubin de Polonia (Estos últimos debido a su ascenso) del resto, son los mismos de la edición anterior.
- Boca Juniors
- River Plate
- AEK Atenas F.C.
- Olympiacos
- Panathinaikos
- PAOK Thessaloniki
- Kaizer Chiefs FC
- Orlando Pirates FC
- Lausanne-Sport (2)
- Servette FC (2)
- Classic XI
- World XI

(2) Pertenecen a la segunda división de su país.

## Selecciones nacionales
Para esta edición, las selecciones son las mismas que aparecieron en FIFA 09, la única novedad es que se pierde la licencia de la selección de Ecuador, a su vez, se licencia completamente a la selección de los Países Bajos.
| - Alemania (L) - Argentina (L) - Australia (L) - Austria (L) - Bélgica (L) - Brasil (L) - Bulgaria (L) - Camerún (L) - Corea del Sur (L) - China (L) - Colombia (L) - Croacia (L) - Dinamarca (L) - Ecuador - Escocia (L) - Eslovenia (L) - España (L) - Estados Unidos (L) - Finlandia - Francia (L) - Grecia (L) | - Holanda (L) - Hungría - Inglaterra (L) - Irlanda (L) - Irlanda del Norte (L) - Italia (L) - México (L) - Nueva Zelanda (L) - Noruega (L) - Paraguay (L) - Polonia - Portugal (L) - República Checa (L) - Rumania (L) - Rusia - Sudáfrica - Suecia (L) - Suiza - Turquía (L) - Ucrania - Uruguay |

## Estadios
Los estadios incluidos en FIFA 10 son:

### Estadios oficiales
| Alemania: - BayArena - Veltins-Arena - HSH Nordbank Arena - Olympiastadion - Allianz Arena - AWD-Arena - Commerzbank-Arena1 - Mercedes-Benz Arena1 - Signal Iduna Park España: - Estadio Vicente Calderón - Estadio Santiago Bernabéu1 * - Estadio Chamartín (nombre antiguo del Santiago Bernabéu)" - Estadio de Mestalla 1 - Camp Nou Corea del Sur: - Estadio Mundialista de Daegu1 - Seoul World Cup Stadium1 Estados Unidos: - The Home Depot Center1 Francia: - Stade Gerland - Parque de los Príncipes - Stade Vélodrome - Stade Félix Bollaert1 | Inglaterra: - Old Trafford - Anfield - Stamford Bridge - St James' Park - Wembley - Emirates Stadium - White Hart Lane1 - Vicarage Road1 Gales: - Millennium Stadium1 Países Bajos: - Ámsterdam Arena1 Italia: - Estadio de San Siro (Giussepe Meazza) - Estadio delle Alpi - Estadio Olímpico Portugal: - Estádio da Luz 1 - Estádio do Bessa XXI1 - Estádio do Dragão1 - Estadio José Alvalade 1 México: - Estadio Azteca - Estadio Jalisco1 Bélgica: - Constant Vanden Stock1 |

1Solo para PC, PS2, y PSP.
2Solo para PS3, Wii y Xbox 360.
* El Estadio Santiago Bernabéu no vendrá de serie con el juego y podrá ser descargado gratuitamente desde los servidores de EA.

### Estadios genéricos
| Mundo: - Arena D'oro - Aloha Parking - Court Line - Crown Line - El Bombástico - El Medio - El Reducto - Estadio de las Artes - Estadio del Pueblo - Estadio Latino - Euro Arena - Euro Parking | - Football Ground - Fruit Stadion - Ivy Lane - O Dromo - Square Ground - Stade Kokoto - Stadio del Ventilador - Stadio Classico - Stadion 23. Maj - Stadion Hanguk - Stadion Neder - Stadion Olympik - Town Park |

### Estadios de Juego Online
Mundo:
- Estadio FIWC (FIFA Interactive World Cup)*

* El Estadio FIWC sólo se podrá utilizar en competiciones de la FIFA Interactive World Cup (Online).

### Estadios de entrenamiento
Mundo:
- Campo de Norteamérica
- Campo de América del Sur
- Campo del Mediterráneo
- Campo del este de Europa
- Campo del sur de Europa
- Campo del Reino Unido
- Campo de Asia

## Banda sonora
El 27 de julio de 2009, Electronic Arts reveló la banda sonora completa de FIFA 10.
Esta entrega incluye a más de 39 artistas que representan a más de 25 países, entre ellos Inglaterra, México, Alemania, Argentina, España, Suecia, Colombia, Brasil, Noruega, Nueva Zelanda, Israel, Portugal, Nigeria, y Estados Unidos.
Listado de temas de FIFA 10
| País                     | Artista(s)/Grupo(s)           | Canción                 |
| ------------------------ | ----------------------------- | ----------------------- |
| Bandera de Brasil        | Afrobots                      | Favela Rock             |
| Bandera de Suecia        | Adiam Dymott                  | Miss You                |
| Bandera de Inglaterra    | Alex Metric                   | Head Straight           |
| Bandera de Alemania      | Auletta                       | Meine Stadt             |
| Bandera de Israel        | Balkan Beat Box               | Ramallah-Tel Aviv       |
| Bandera de Sudáfrica     | BLK JKS                       | Lakeside                |
| Bandera de Colombia      | Bomba Estéreo                 | Fuego                   |
| Bandera de Portugal      | Buraka Som Sistema            | Kalemba (Wegue - Wegue) |
| Bandera de Noruega       | CasioKids                     | Fot I Hose              |
| Bandera de Australia     | Children Collide              | Skeleton Dance          |
| Bandera de Nueva Zelanda | Cut Off Your Hands            | Happy As Can Be         |
| Bandera de Escocia       | Dananananaykroyd              | Black Wax               |
| Bandera de Noruega       | Datarock                      | Give It Up              |
| Bandera de Italia        | Fabri Fibra                   | Donna Famosa            |
| Bandera de Argentina     | Fidel Nadal                   | International Love      |
| Bandera de México        | Instituto Mexicano del Sonido | Alocatel                |
| Bandera de Argentina     | Los Fabulosos Cadillacs       | La Luz Del Ritmo        |
| Bandera de España        | Macaco                        | Hacen falta dos         |
| Bandera de Inglaterra    | Major Lazer                   | Hold The Line           |
| Bandera de Brasil        | Márcio Local                  | Soul Do Samba           |

| País                      | Artista(s)/Grupo(s)         | Canción                          |
| ------------------------- | --------------------------- | -------------------------------- |
| Bandera de Estados Unidos | Matt & Kim                  | Daylight                         |
| Bandera de Canadá         | Metric                      | Gold Guns Girls                  |
| Bandera de Nigeria        | Nneka                       | Kangpe                           |
| Bandera de Estados Unidos | Passion Pit                 | Moth's Wings                     |
| Bandera de Suecia         | Peter Bjorn and John        | Nothing To Worry About           |
| Bandera de Inglaterra     | Pint Shot Riot              | Not Thinking Straight            |
| Bandera de Estados Unidos | The Virgins                 | Rich Girls                       |
|                           | Playing For Change          | War / No More Trouble            |
| Bandera de Ghana          | Rocky Dawuni                | Download The Revolution          |
| Bandera de Noruega        | Röyksopp                    | It's What I Want                 |
| Bandera de Francia        | Soshy                       | Dorothy                          |
| Bandera de Inglaterra     | The Answering Machine       | It's Over! It's Over! It's Over! |
| Bandera de Inglaterra     | The BPA feat. Ashley Beedle | Should I Stay Or Should I Blow   |
| Bandera de Inglaterra     | The Enemy UK                | Be Somebody                      |
| Bandera de Australia      | The Temper Trap             | Science of Fear                  |
| Bandera de Alemania       | The Whitest Boy Alive       | 1517                             |
| Bandera de Suecia         | Tommy Sparks                | She's Got Me Dancing             |
| Bandera de Haití          | Wyclef Jean                 | MVP Kompa                        |
| Bandera de Bélgica        | Zap Mama                    | Vibrations                       |